# موفق الأحمد
موفق الأحمد ممثل سوري.

## عن حياته
خريج المعهد العالي للفنون المسرحية. - شارك كممثل بالعديد من الأعمال التلفزيونية والمسرحية والسينمائية، بالإضافة إلى بعض الأعمال الإذاعية. - عضو في نقابة الفنانين منذ عام 1987.

## من أعماله
- في السينما: فيلم «ما يطلبه المستمعون» - 2004 - من تأليف وإخراج عبد اللطيف عبد الحميد.
- في المسـرح: «النصيحة - أوديب ملكاً - جوارب النجاة - قبل أن يذوب الثلج - علي بابا والأربعين حرامي».
- في الإذاعــة: «شخصيات روائية - مجلة التراث - قصة في تمثيلية - ظواهر مدهشة - بانوراما القزن العشرين - حكم العدالة - والعديد من الأعمال الأخرى».- متزوج، عدد الأولاد "2".

## أدواره في الأنمي
- مثل المدبلج موفق الأحمد العديد من شخصيات الأنمي و منها :
- الملازم جابرييل - أسطورة زورو
- فليبر - فليبر و لوباكا
- الراوي - الصياد الصغير

## روابط خارجية
- موفق الأحمد على موقع قاعدة بيانات الأفلام العربية